# Municipio de Union (condado de Mifflin)
El municipio de Union  (en inglés: Union Township) es un municipio ubicado en el condado de Mifflin en el estado estadounidense de Pensilvania. En el año 2000 tenía una población de 3.313 habitantes y una densidad poblacional de 50.1 personas por km².

## Geografía
El municipio de Union se encuentra ubicado en las coordenadas 40°37′36″N 77°45′29″O / 40.62667, -77.75806.

## Demografía
Según la Oficina del Censo en 2000 los ingresos medios por hogar en la localidad eran de $32,530 y los ingresos medios por familia eran $40,000. Los hombres tenían unos ingresos medios de $30,965 frente a los $20,441 para las mujeres. La renta per cápita para la localidad era de $14,185. Alrededor del 10,5% de la población estaban por debajo del umbral de pobreza.